# Yahoo! Buzz
Yahoo! Buzz foi uma rede social que reunia várias ferramentas em um só serviço. Possibilitava os usuários a criar os seus próprios artigos no próprio site, ou em um site pessoal ou privado. O serviço foi desenvolvido e controlado pelo Yahoo! que lançou o mesmo em meados de 2008. pois queria combater as suas concorrentes que possuíam serviços muito famosos e similares, como a Google (que mantinha o Google Buzz) e MSN.

O Yahoo! anunciou em 19 de abril de 2011 o encerramento de todos os serviços relacionados ao Yahoo! Buzz, como justificativa, a empresa disse não conseguiu muita popularidade para a rede.